# 2019年のWTAツアー
2019年のWTAツアーは2019年のWTAツアーの日程と決勝結果である。

## 日程
2019年WTAカレンダーより作成
| グランドスラム          |
| WTAファイナルズ         |
| プレミア・マンダトリー  |
| プレミア5               |
| WTAエリート・トロフィー |
| プレミア                |
| インターナショナル      |
| チームイベント          |

| 日時            | 大会名 | 優勝者                                                           | 準優勝者                                                      | 試合結果 （スコア） |
| --------------- | --- | ---------------------------------------------------------------- | ------------------------------------------------------------- | ------------------- |
| 12月31日        | ホップマンカップ パース 男女混合国別対抗戦 - ハード (室内) - 8チーム (RR)                                                                 | スイス                                                           | ドイツ                                                        | 2-1                 |
| 12月31日        | ブリスベン国際 ブリスベン $1,000,000 - ハード - 30S/32Q/16D                                                                               | カロリナ・プリスコバ                                             | レシア・ツレンコ                                              | 4-6, 7-5, 6-2       |
| 12月31日        | ブリスベン国際 ブリスベン $1,000,000 - ハード - 30S/32Q/16D                                                                               | ニコール・メリヒャル クベタ・ペシュケ                            | 詹皓晴 ラティシア・チャン                                     | 6-1, 6-1            |
| 12月31日        | 深圳オープン 深圳 $750,000 - ハード - 32S/16Q/16D                                                                                         | アリーナ・サバレンカ                                             | アリソン・リスク                                              | 4-6, 7-6(2), 6-3    |
| 12月31日        | 深圳オープン 深圳 $750,000 - ハード - 32S/16Q/16D                                                                                         | 彭帥 楊釗煊                                                      | 段瑩瑩 レナタ・ボラコバ                                       | 6-4, 6-3            |
| 12月31日        | ASBクラシック オークランド $250,000 - ハード - 32S/32Q/16D                                                                                | ユリア・ゲルゲス                                                 | ビアンカ・アンドレースク                                      | 2-6, 7-5, 6-1       |
| 12月31日        | ASBクラシック オークランド $250,000 - ハード - 32S/32Q/16D                                                                                | ウージニー・ブシャール ソフィア・ケニン                          | ペイジュ・メアリー・ハウリガン テイラー・タウンゼント         | 1-6, 6-1, [10-7]    |
| 1月7日          | シドニー国際 シドニー $823,000 - ハード - 30S/32Q/16D                                                                                     | ペトラ・クビトバ                                                 | アシュリー・バーティ                                          | 1-6, 7-5, 7-6(3)    |
| 1月7日          | シドニー国際 シドニー $823,000 - ハード - 30S/32Q/16D                                                                                     | アレクサンドラ・クルニッチ カテリナ・シニアコバ                  | 穂積絵莉 アリシア・ロソルスカ                                 | 6-1, 7-6(3)         |
| 1月7日          | ホバート国際 ホバート $250,000 - ハード - 32S/32Q/16D                                                                                     | ソフィア・ケニン                                                 | アンナ・カロリナ・シュミエドロバ                              | 6-3, 6-0            |
| 1月7日          | ホバート国際 ホバート $250,000 - ハード - 32S/32Q/16D                                                                                     | 詹皓晴 ラティシア・チャン                                        | キルステン・フリプケンス ヨハンナ・ラーション                 | 6-3, 3-6, [10-6]    |
| 1月14日 1月21日 | 全豪オープン メルボルン A$28,814,100 - ハード 128S/96Q/64D/32X シングルス - ダブルス - 混合ダブルス                                       | 大坂なおみ                                                       | ペトラ・クビトバ                                              | 7-6(2), 5-7, 6-4    |
| 1月14日 1月21日 | 全豪オープン メルボルン A$28,814,100 - ハード 128S/96Q/64D/32X シングルス - ダブルス - 混合ダブルス                                       | サマンサ・ストーサー 張帥                                        | ティメア・バボシュ クリスティナ・ムラデノビッチ               | 6-3, 6-4            |
| 1月14日 1月21日 | 全豪オープン メルボルン A$28,814,100 - ハード 128S/96Q/64D/32X シングルス - ダブルス - 混合ダブルス                                       | バルボラ・クレイチコバ ラジーブ・ラム                            | アストラ・シャルマ ジョンパトリック・スミス                   | 7-6(3), 6-1         |
| 1月28日         | サンクトペテルブルク・レディース・トロフィー サンクトペテルブルク $823,000 - ハード (室内) - 28S/32Q/16D                                  | キキ・ベルテンス                                                 | ドナ・ベキッチ                                                | 7-6(2), 6-4         |
| 1月28日         | サンクトペテルブルク・レディース・トロフィー サンクトペテルブルク $823,000 - ハード (室内) - 28S/32Q/16D                                  | エカテリーナ・マカロワ マルガリータ・ガスパリアン                | ビクトリア・クズモバ アンナ・カリンスカヤ                     | 7-5, 7-5            |
| 1月28日         | トヨタ・タイ・オープン ホアヒン $250,000 - ハード - 32S/24Q/16D                                                                           | ダヤナ・ヤストレムスカ                                           | アイラ・トムリャノビッチ                                      | 6-2, 2-6, 7-6(3)    |
| 1月28日         | トヨタ・タイ・オープン ホアヒン $250,000 - ハード - 32S/24Q/16D                                                                           | イリーナ＝カメリア・ベグ モニカ・ニクレスク                      | 王雅繁 アンナ・ブリンコワ                                     | 2-6, 6-1, [12-10]   |
| 2月4日          | フェドカップ1回戦 オストラヴァ - ハード (室内) リエージュ - ハード (室内) ブラウンシュヴァイク - ハード (室内) アシュビル - ハード (室内) | 勝利チーム · ルーマニア · フランス · ベラルーシ · オーストラリア | 敗退チーム · チェコ · ベルギー · ドイツ · アメリカ合衆国      | 3-2 3-1 4-0 3-2     |
| 2月11日         | カタール・トータル・オープン ドーハ $916,131 - ハード - 28S/32Q/28D                                                                       | エリーズ・メルテンス                                             | シモナ・ハレプ                                                | 3-6, 6-4, 6-3       |
| 2月11日         | カタール・トータル・オープン ドーハ $916,131 - ハード - 28S/32Q/28D                                                                       | 詹皓晴 ラティシア・チャン                                        | デミ・シュールス アンナ＝レナ・グローネフェルト               | 6-1, 3-6, [10-6]    |
| 2月18日         | ドバイ・デューティ・フリー・テニス選手権 ドバイ $2,828,000 - ハード - 28S/32Q/16D                                                         | ベリンダ・ベンチッチ                                             | ペトラ・クビトバ                                              | 6-3, 1-6, 6-2       |
| 2月18日         | ドバイ・デューティ・フリー・テニス選手権 ドバイ $2,828,000 - ハード - 28S/32Q/16D                                                         | 謝淑薇 バルボラ・ストリコバ                                      | エカテリーナ・マカロワ ルーシー・ハラデツカ                   | 6-4, 6-4            |
| 2月18日         | ハンガリー・レディース・オープン ブダペスト $250,000 - ハード (室内) - 32S/24Q/16D                                                        | アリソン・バン・アイトバンク                                     | マルケタ・ボンドロウソバ                                      | 1-6, 7-5, 6-2       |
| 2月18日         | ハンガリー・レディース・オープン ブダペスト $250,000 - ハード (室内) - 32S/24Q/16D                                                        | エカテリーナ・アレクサンドロワ ベラ・ズボナレワ                  | ファニ・ストラー ヘザー・ワトソン                             | 6-4, 4-6, [10-7]    |
| 2月25日         | アビエルト・メキシコ・テルセル アカプルコ $250,000 - ハード - 32S/24Q/16D                                                                 | 王雅繁                                                           | ソフィア・ケニン                                              | 2-6, 6-3, 7-5       |
| 2月25日         | アビエルト・メキシコ・テルセル アカプルコ $250,000 - ハード - 32S/24Q/16D                                                                 | ビクトリア・アザレンカ 鄭賽賽                                    | デシラエ・クラウチェク ジュリアーナ・オルモス                 | 6-1, 6-2            |
| 3月4日 3月11日  | BNPパリバ・オープン インディアンウェルズ $9,035,428 - ハード - 96S/48Q/32D                                                                | ビアンカ・アンドレースク                                         | アンゲリク・ケルバー                                          | 6-4, 3-6, 6-4       |
| 3月4日 3月11日  | BNPパリバ・オープン インディアンウェルズ $9,035,428 - ハード - 96S/48Q/32D                                                                | エリーズ・メルテンス アリーナ・サバレンカ                        | バルボラ・クレイチコバ カテリナ・シニアコバ                   | 6-3, 6-2            |
| 3月18日 3月25日 | マイアミ・オープン マイアミ $9,035,428 - ハード - 96S/48Q/32D                                                                             | アシュリー・バーティ                                             | カロリナ・プリスコバ                                          | 7-6(1), 6-3         |
| 3月18日 3月25日 | マイアミ・オープン マイアミ $9,035,428 - ハード - 96S/48Q/32D                                                                             | エリーズ・メルテンス アリーナ・サバレンカ                        | サマンサ・ストーサー 張帥                                     | 7-6(5), 6-2         |
| 4月1日          | ボルボ・カーズ・オープン チャールストン $823,000 - クレー - 56S/48Q/16D                                                                   | マディソン・キーズ                                               | キャロライン・ウォズニアッキ                                  | 7-6(5), 6-3         |
| 4月1日          | ボルボ・カーズ・オープン チャールストン $823,000 - クレー - 56S/48Q/16D                                                                   | アンナ＝レナ・グローネフェルト アリシア・ロソルスカ              | イリーナ・フロマチェワ ベロニカ・クデルメトワ                 | 7-6(7), 6-2         |
| 4月1日          | モンテレイ・オープン モンテレイ $250,000 - ハード - 32S/32Q/16D                                                                           | ガルビネ・ムグルサ                                               | ビクトリア・アザレンカ                                        | 6-1, 3-1 途中棄権   |
| 4月1日          | モンテレイ・オープン モンテレイ $250,000 - ハード - 32S/32Q/16D                                                                           | アジア・ムハンマド マリア・サンチェス                            | ジェシカ・ムーア モニク・アダムチャック                       | 7-6(2), 6-4         |
| 4月8日          | レディース・オープン・ルガーノ ルガーノ $250,000 - クレー - 32S/32Q/16D                                                                   | ポロナ・ヘルツォグ                                               | イガ・シフィオンテク                                          | 6-3, 3-6, 6-3       |
| 4月8日          | レディース・オープン・ルガーノ ルガーノ $250,000 - クレー - 32S/32Q/16D                                                                   | ソラナ・チルステア アンドレア・ミトゥ                            | ベロニカ・クデルメトワ ガリナ・ボスコボワ                     | 1-6, 6-2, [10-8]    |
| 4月8日          | クラロ・コルサニータス・カップ ボゴタ $250,000 - クレー - 32S/24Q/16D                                                                     | アマンダ・アニシモバ                                             | アストラ・シャルマ                                            | 4-6, 6-4, 6-1       |
| 4月8日          | クラロ・コルサニータス・カップ ボゴタ $250,000 - クレー - 32S/24Q/16D                                                                     | ゾー・ヒベス アストラ・シャルマ                                  | ヘイリー・カーター 柴原瑛菜                                   | 6-1, 6-2            |
| 4月15日         | フェドカップ準決勝 ルーアン - クレー ブリスベン - ハード                                                                                  | 勝利チーム · フランス · オーストラリア                           | 敗退チーム · ルーマニア · ベラルーシ                          | 3-2                 |
| 4月22日         | ポルシェ・テニス・グランプリ シュトゥットガルト $886,077 - クレー - 28S/32Q/16D                                                           | ペトラ・クビトバ                                                 | アネット・コンタベイト                                        | 6-3, 7-6(2)         |
| 4月22日         | ポルシェ・テニス・グランプリ シュトゥットガルト $886,077 - クレー - 28S/32Q/16D                                                           | モナ・バルテル アンナ＝レナ・フリードサム                        | アナスタシア・パブリュチェンコワ ルーシー・サファロバ         | 2-6, 6-3, [10-6]    |
| 4月22日         | イスタンブール・カップ イスタンブール $250,000 - クレー - 32S/24Q/16D                                                                     | ペトラ・マルティッチ                                             | マルケタ・ボンドロウソバ                                      | 1-6, 6-4, 6-1       |
| 4月22日         | イスタンブール・カップ イスタンブール $250,000 - クレー - 32S/24Q/16D                                                                     | ティメア・バボシュ クリスティナ・ムラデノビッチ                  | アレクサ・グラッチ サブリナ・サンタマリア                     | 6-1, 6-0            |
| 4月29日         | SARラ・プリンセス・ラーラ・メリヤム・グランプリ ラバト $250,000 - クレー - 32S/32Q/16D                                                    | マリア・サッカリ                                                 | ジョアンナ・コンタ                                            | 2-6, 6-4, 6-1       |
| 4月29日         | SARラ・プリンセス・ラーラ・メリヤム・グランプリ ラバト $250,000 - クレー - 32S/32Q/16D                                                    | マリア・ホセ・マルティネス・サンチェス サラ・ソリベス・トルモ    | ジョージナ・ガルシア・ペレス オクサナ・カラシニコワ           | 7-5, 6-1            |
| 4月29日         | プラハ・オープン プラハ $250,000 - クレー - 32S/32Q/16D                                                                                   | ジル・タイヒマン                                                 | カロリナ・ムホバ                                              | 7-6(5), 3-6, 6-4    |
| 4月29日         | プラハ・オープン プラハ $250,000 - クレー - 32S/32Q/16D                                                                                   | アンナ・カリンスカヤ ビクトリア・クズモバ                        | ニコール・メリヒャル クベタ・ペシュケ                         | 4-6, 7-5, [10-7]    |
| 5月6日          | ムチュア・マドリード・オープン マドリード $7,021,128 - クレー - 64S/32Q/28D                                                               | キキ・ベルテンス                                                 | シモナ・ハレプ                                                | 6-4, 6-4            |
| 5月6日          | ムチュア・マドリード・オープン マドリード $7,021,128 - クレー - 64S/32Q/28D                                                               | 謝淑薇 バルボラ・ストリコバ                                      | ガブリエラ・ダブロウスキー 徐一幡                             | 6-3, 6-1            |
| 5月13日         | BNLイタリア国際 ローマ $3,452,538 - クレー - 56S/32Q/28D                                                                                  | カロリナ・プリスコバ                                             | ジョアンナ・コンタ                                            | 6-3, 6-4            |
| 5月13日         | BNLイタリア国際 ローマ $3,452,538 - クレー - 56S/32Q/28D                                                                                  | ビクトリア・アザレンカ アシュリー・バーティ                      | アンナ＝レナ・グローネフェルト デミ・シュールス               | 4-6, 6-0, [10-3]    |
| 5月20日         | ニュルンベルク・カップ ニュルンベルク $250,000 - クレー - 32S/24Q/16D                                                                     | ユリア・プチンツェワ                                             | タマラ・ジダンセク                                            | 4-6, 6-4, 6-2       |
| 5月20日         | ニュルンベルク・カップ ニュルンベルク $250,000 - クレー - 32S/24Q/16D                                                                     | ガブリエラ・ダブロウスキー 徐一幡                                | シャロン・フィッチマン ニコール・メリヒャル                   | 4-6, 7-6(5), [10-5] |
| 5月20日         | ストラスブール国際 ストラスブール $250,000 - クレー - 32S/24Q/16D                                                                         | ダヤナ・ヤストレムスカ                                           | キャロリン・ガルシア                                          | 6-4, 5-7, 7-6(3)    |
| 5月20日         | ストラスブール国際 ストラスブール $250,000 - クレー - 32S/24Q/16D                                                                         | ダリア・ガブリロワ エレン・ペレス                                | 段瑩瑩 韓馨蘊                                                 | 6-4, 6-3            |
| 5月27日 6月3日  | 全仏オープン パリ €19,991,500 - クレー 128S/96Q/64D/32X シングルス - ダブルス - 混合ダブルス                                              | アシュリー・バーティ                                             | マルケタ・ボンドロウソバ                                      | 6-1, 6-3            |
| 5月27日 6月3日  | 全仏オープン パリ €19,991,500 - クレー 128S/96Q/64D/32X シングルス - ダブルス - 混合ダブルス                                              | ティメア・バボシュ クリスティナ・ムラデノビッチ                  | 段瑩瑩 鄭賽賽                                                 | 6-2, 6-3            |
| 5月27日 6月3日  | 全仏オープン パリ €19,991,500 - クレー 128S/96Q/64D/32X シングルス - ダブルス - 混合ダブルス                                              | ラティシア・チャン イワン・ドディグ                              | ガブリエラ・ダブロウスキー マテ・パビッチ                     | 6-1, 7-6(5)         |
| 6月10日         | ノッティンガム・オープン ノッティンガム $250,000 - 芝 - 32S/32Q/16D                                                                       | キャロリン・ガルシア                                             | ドナ・ベキッチ                                                | 2-6, 7-6(4), 7-6(4) |
| 6月10日         | ノッティンガム・オープン ノッティンガム $250,000 - 芝 - 32S/32Q/16D                                                                       | デシラエ・クラウチェク ジュリアーナ・オルモス                    | エレン・ペレス アリーナ・ロディオノワ                         | 7-6(5), 7-5         |
| 6月10日         | リベマ・オープン スヘルトーヘンボス $250,000 - 芝 - 32S/32Q/16D                                                                           | アリソン・リスク                                                 | キキ・ベルテンス                                              | 0-6, 7-6(3), 7-5    |
| 6月10日         | リベマ・オープン スヘルトーヘンボス $250,000 - 芝 - 32S/32Q/16D                                                                           | 青山修子 アレクサンドラ・クルニッチ                              | レスレイ・ケルクホーフェ ビビアン・スクーフス                 | 7-5, 6-3            |
| 6月17日         | バーミンガム・クラシック バーミンガム $1,006,263 - 芝 - 32S/32Q/16D                                                                       | アシュリー・バーティ                                             | ユリア・ゲルゲス                                              | 6-3, 7-5            |
| 6月17日         | バーミンガム・クラシック バーミンガム $1,006,263 - 芝 - 32S/32Q/16D                                                                       | 謝淑薇 バルボラ・ストリコバ                                      | アンナ＝レナ・グローネフェルト デミ・シュールス               | 6-4, 6-7(4), [10-8] |
| 6月17日         | マヨルカ・オープン マヨルカ $250,000 - 芝 - 32S/32Q/16D                                                                                   | ソフィア・ケニン                                                 | ベリンダ・ベンチッチ                                          | 6-7(2), 7-6(5), 6-4 |
| 6月17日         | マヨルカ・オープン マヨルカ $250,000 - 芝 - 32S/32Q/16D                                                                                   | キルステン・フリプケンス ヨハンナ・ラーション                    | マリア・ホセ・マルティネス・サンチェス サラ・ソリベス・トリモ | 6-2, 6-4            |
| 6月24日         | イーストボーン国際 イーストボーン $998,712 - 芝 - 48S/32Q/16D                                                                             | カロリナ・プリスコバ                                             | アンゲリク・ケルバー                                          | 6-1, 6-4            |
| 6月24日         | イーストボーン国際 イーストボーン $998,712 - 芝 - 48S/32Q/16D                                                                             | 詹皓晴 ラティシア・チャン                                        | キルステン・フリプケンス ベサニー・マテック＝サンズ           | 2-6, 6-3, [10-6]    |
| 7月1日 7月8日   | ウィンブルドン ロンドン ￡17,984,000 - 芝 128S/96Q/64D/48X シングルス - ダブルス - 混合ダブルス                                           | シモナ・ハレプ                                                   | セリーナ・ウィリアムズ                                        | 6-2, 6-2            |
| 7月1日 7月8日   | ウィンブルドン ロンドン ￡17,984,000 - 芝 128S/96Q/64D/48X シングルス - ダブルス - 混合ダブルス                                           | 謝淑薇 バルボラ・ストリコバ                                      | ガブリエラ・ダブロウスキー 徐一幡                             | 6-2, 6-4            |
| 7月1日 7月8日   | ウィンブルドン ロンドン ￡17,984,000 - 芝 128S/96Q/64D/48X シングルス - ダブルス - 混合ダブルス                                           | ラティシア・チャン イワン・ドディグ                              | エレナ・オスタペンコ ロベルト・リンドステッド                 | 6-2, 6-3            |
| 7月15日         | ブカレスト・オープン ブカレスト $250,000 - クレー - 32S/32Q/16D                                                                           | エレーナ・リバキナ                                               | パトリシア・マリア・ティグ                                    | 6-2, 6-0            |
| 7月15日         | ブカレスト・オープン ブカレスト $250,000 - クレー - 32S/32Q/16D                                                                           | ビクトリア・クズモバ クリスティナ・プリスコバ                    | ジャケリネ・クリスティアン エレナ＝ガブリエラ・ルース         | 6-4, 7-6(3)         |
| 7月15日         | ローザンヌ・レディース選手権 ローザンヌ $250,000 - クレー - 32S/16Q/16D                                                                   | フィオナ・フェロ                                                 | アリーゼ・コルネ                                              | 6-1, 2-6, 6-1       |
| 7月15日         | ローザンヌ・レディース選手権 ローザンヌ $250,000 - クレー - 32S/16Q/16D                                                                   | アナスタシア・ポタポワ ヤナ・シジコワ                            | モニク・アダムザック 韓馨蘊                                   | 6-2, 6-4            |
| 7月22日         | バルティック・オープン ユールマラ $250,000 - クレー - 32S/32Q/16D                                                                         | アナスタシヤ・セバストワ                                         | カタジナ・カワ                                                | 3-6, 7-5, 6-4       |
| 7月22日         | バルティック・オープン ユールマラ $250,000 - クレー - 32S/32Q/16D                                                                         | シャロン・フィッチマン ニーナ・ストヤノビッチ                    | エレナ・オスタペンコ ガリナ・ボスコボワ                       | 2-6, 7-6(1), [10-6] |
| 7月22日         | パレルモ国際 パレルモ $250,000 - クレー - 32S/32Q/16D                                                                                     | ジル・タイヒマン                                                 | キキ・ベルテンス                                              | 7-6(3), 6-2         |
| 7月22日         | パレルモ国際 パレルモ $250,000 - クレー - 32S/32Q/16D                                                                                     | コーネリア・リスター レナタ・ボラコバ                            | エカテリーネ・ゴルゴゼ アランツァ・ルス                       | 7-6(2), 6-2         |
| 7月29日         | シリコンバレー・クラシック サンノゼ $876,183 - ハード - 28S/32Q/16D                                                                       | 鄭賽賽                                                           | アリーナ・サバレンカ                                          | 6-3, 7-6(3)         |
| 7月29日         | シリコンバレー・クラシック サンノゼ $876,183 - ハード - 28S/32Q/16D                                                                       | ニコール・メリヒャル クベタ・ペシュケ                            | 青山修子 柴原瑛菜                                             | 6-4, 6-4            |
| 7月29日         | シティ・オープン ワシントンD.C. $250,000 - ハード - 32S/32Q/16D                                                                           | ジェシカ・ペグラ                                                 | カミラ・ジョルジ                                              | 6-2, 6-2            |
| 7月29日         | シティ・オープン ワシントンD.C. $250,000 - ハード - 32S/32Q/16D                                                                           | ケイティ・マクナリー コリ・ガウフ                                | マリア・サンチェス ファニー・ストラー                         | 6-2, 6-2            |
| 8月5日          | ロジャーズ・カップ トロント $2,830,000 - ハード - 56S/48Q/28D                                                                             | ビアンカ・アンドレースク                                         | セリーナ・ウィリアムズ                                        | 3-1, 途中棄権       |
| 8月5日          | ロジャーズ・カップ トロント $2,830,000 - ハード - 56S/48Q/28D                                                                             | バルボラ・クレイチコバ カテリナ・シニアコバ                      | アンナ＝レナ・グローネフェルト デミ・シュールス               | 7-5, 6-0            |
| 8月12日         | ウエスタン・アンド・サザン・オープン シンシナティ $2,944,486 - ハード - 48S/32Q/28D                                                       | マディソン・キーズ                                               | スベトラーナ・クズネツォワ                                    | 7-5, 7-6(5)         |
| 8月12日         | ウエスタン・アンド・サザン・オープン シンシナティ $2,944,486 - ハード - 48S/32Q/28D                                                       | アンドレヤ・クレパーチ ルーシー・ハラデツカ                      | アンナ＝レナ・グローネフェルト デミ・シュールス               | 6-4, 6-1            |
| 8月19日         | ブロンクス・オープン ニューヨーク $250,000 - ハード - 32S/48Q/16D                                                                         | マグダ・リネッテ                                                 | カミラ・ジョルジ                                              | 5-7, 7-5, 6-4       |
| 8月19日         | ブロンクス・オープン ニューヨーク $250,000 - ハード - 32S/48Q/16D                                                                         | マリア・ホセ・マルティネス・サンチェス ダリヤ・ユラク            | モニカ・ニクレスク マルガリータ・ガスパリアン                 | 7-5, 6-2, [10-7]    |
| 8月26日 9月2日  | 全米オープン ニューヨーク $27,047,500 - ハード 128S/128Q/64D/32X シングルス - ダブルス - 混合ダブルス                                     | ビアンカ・アンドレースク                                         | セリーナ・ウィリアムズ                                        | 6-3, 7-5            |
| 8月26日 9月2日  | 全米オープン ニューヨーク $27,047,500 - ハード 128S/128Q/64D/32X シングルス - ダブルス - 混合ダブルス                                     | エリーズ・メルテンス アリーナ・サバレンカ                        | ビクトリア・アザレンカ アシュリー・バーティ                   | 7-5, 7-5            |
| 8月26日 9月2日  | 全米オープン ニューヨーク $27,047,500 - ハード 128S/128Q/64D/32X シングルス - ダブルス - 混合ダブルス                                     | ベサニー・マテック＝サンズ ジェイミー・マリー                    | 詹皓晴 マイケル・ヴィーナス                                   | 6-2, 6-3            |
| 9月9日          | 鄭州オープン 鄭州 $1,000,000 - ハード - 28S/32Q/16D                                                                                       | カロリナ・プリスコバ                                             | ペトラ・マルティッチ                                          | 6-3, 6-2            |
| 9月9日          | 鄭州オープン 鄭州 $1,000,000 - ハード - 28S/32Q/16D                                                                                       | ニコール・メリヒャル クベタ・ペシュケ                            | ヤニナ・ウィックマイヤー タマラ・ジダンセク                   | 6-1, 7-6(2)         |
| 9月9日          | ジャパン女子オープンテニス 広島 $250,000 - ハード - 32S/32Q/16D                                                                           | 日比野菜緒                                                       | 土居美咲                                                      | 6-3, 6-2            |
| 9月9日          | ジャパン女子オープンテニス 広島 $250,000 - ハード - 32S/32Q/16D                                                                           | 日比野菜緒 土居美咲                                              | クリスティナ・マクヘール ワレリア・サビニフ                   | 3-6, 6-4, [10-4]    |
| 9月9日          | 江西省オープン 南昌 $250,000 - ハード - 32S/24Q/16D                                                                                       | レベッカ・ペテルソン                                             | エレーナ・リバキナ                                            | 6-2, 6-0            |
| 9月9日          | 江西省オープン 南昌 $250,000 - ハード - 32S/24Q/16D                                                                                       | 王欣瑜 朱琳                                                      | 彭帥 張帥                                                     | 6-2, 7-6(5)         |
| 9月16日         | 東レ・パンパシフィック・オープン 東京 $1,000,000 - ハード - 28S/32Q/16D                                                                   | 大坂なおみ                                                       | アナスタシア・パブリュチェンコワ                              | 6-2, 6-3            |
| 9月16日         | 東レ・パンパシフィック・オープン 東京 $1,000,000 - ハード - 28S/32Q/16D                                                                   | 詹皓晴 ラティシア・チャン                                        | 謝淑薇 謝淑映                                                 | 7-5, 7-5            |
| 9月16日         | 韓国オープン ソウル $250,000 - ハード - 32S/32Q/16D                                                                                       | カロリナ・ムホバ                                                 | マグダ・リネッテ                                              | 6-1, 6-1            |
| 9月16日         | 韓国オープン ソウル $250,000 - ハード - 32S/32Q/16D                                                                                       | ララ・アルアバレナ タチヤナ・マリア                              | ヘイリー・カーター ルイーザ・ステファニー                     | 7-6(7), 3-6, [10-7] |
| 9月16日         | 広州国際女子オープン 広州 $250,000 - ハード - 32S/24Q/16D                                                                                 | ソフィア・ケニン                                                 | サマンサ・ストーサー                                          | 6-7(4), 6-4, 6-2    |
| 9月16日         | 広州国際女子オープン 広州 $250,000 - ハード - 32S/24Q/16D                                                                                 | 彭帥 ラウラ・シグムント                                          | アレクサ・グアラチ ジュリアーナ・オルモス                     | 6-2, 6-1            |
| 9月23日         | 武漢オープン 武漢 $2,513,000 - ハード - 56S/32Q/16D                                                                                       | アリーナ・サバレンカ                                             | アリソン・リスク                                              | 6-3, 3-6, 6-1       |
| 9月23日         | 武漢オープン 武漢 $2,513,000 - ハード - 56S/32Q/16D                                                                                       | 段瑩瑩 ベロニカ・クデルメトワ                                    | エリーズ・メルテンス アリーナ・サバレンカ                     | 7-6(3), 6-2         |
| 9月23日         | タシケント・オープン タシケント $250,000 - ハード - 32S/24Q/16D                                                                           | アリソン・バン・アイトバンク                                     | ソラナ・チルステア                                            | 6-2, 4-6, 6-4       |
| 9月23日         | タシケント・オープン タシケント $250,000 - ハード - 32S/24Q/16D                                                                           | ヘイリー・カーター ルイーザ・ステファニー                        | ダリア・ジャクポビッチ サブリナ・サンタマリア                 | 6-3, 7-6(4)         |
| 9月30日         | チャイナ・オープン 北京 $5,185,625 - ハード - 60S/32Q/28D                                                                                 | 大坂なおみ                                                       | アシュリー・バーティ                                          | 3-6, 6-3, 6-2       |
| 9月30日         | チャイナ・オープン 北京 $5,185,625 - ハード - 60S/32Q/28D                                                                                 | ソフィア・ケニン ベサニー・マテック＝サンズ                      | エレナ・オスタペンコ ダヤナ・ヤストレムスカ                   | 6-3, 6-7(5), [10-7] |
| 10月7日         | 天津オープン 天津 $250,000 - ハード - 32S/32Q/16D                                                                                         | レベッカ・ペテルソン                                             | ヘザー・ワトソン                                              | 6-4, 6-4            |
| 10月7日         | 天津オープン 天津 $250,000 - ハード - 32S/32Q/16D                                                                                         | 青山修子 柴原瑛菜                                                | 日比野菜緒 加藤未唯                                           | 6-3, 7-5            |
| 10月7日         | オーストリア・レディース・リンツ リンツ $250,000 - ハード (室内) - 32S/32Q/16D                                                            | コリ・ガウフ                                                     | エレナ・オスタペンコ                                          | 6-3, 1-6, 6-2       |
| 10月7日         | オーストリア・レディース・リンツ リンツ $250,000 - ハード (室内) - 32S/32Q/16D                                                            | バルボラ・クレイチコバ カテリナ・シニアコバ                      | バルバラ・ハース クセニア・ノール                             | 6-4, 6-3            |
| 10月14日        | クレムリン・カップ モスクワ $731,000 - ハード (室内) - 28S/32Q/16D                                                                        | ベリンダ・ベンチッチ                                             | アナスタシア・パブリュチェンコワ                              | 3-6, 6-1, 6-1       |
| 10月14日        | クレムリン・カップ モスクワ $731,000 - ハード (室内) - 28S/32Q/16D                                                                        | 青山修子 柴原瑛菜                                                | キルステン・フリプケンス ベサニー・マテック＝サンズ           | 6-2, 6-1            |
| 10月14日        | BGLルクセンブルク・オープン ルクセンブルク $250,000 - ハード (室内) - 32S/32Q/16D                                                         | エレナ・オスタペンコ                                             | ユリア・ゲルゲス                                              | 6-4, 6-1            |
| 10月14日        | BGLルクセンブルク・オープン ルクセンブルク $250,000 - ハード (室内) - 32S/32Q/16D                                                         | ケイティ・マクナリー コリ・ガウフ                                | ケイトリン・クリスチャン アレクサ・グアラチ                   | 6-2, 6-2            |
| 10月21日        | WTAエリート・トロフィー 珠海 $$2,419,844 - ハード (室内) - 12S/6D                                                                         | アリーナ・サバレンカ                                             | キキ・ベルテンス                                              | 6-4, 6-2            |
| 10月21日        | WTAエリート・トロフィー 珠海 $$2,419,844 - ハード (室内) - 12S/6D                                                                         | リュドミラ・キチェノク アンドレヤ・クレパーチ                    | 段瑩瑩 楊釗煊                                                 | 6-3, 6-3            |
| 10月28日        | TEB・BNPパリバ・WTAチャンピオンシップ 深圳 $14,000,000 - ハード (室内) - 8S (RR)/8D                                                       | アシュリー・バーティ                                             | エリナ・スビトリナ                                            | 6-4, 6-3            |
| 10月28日        | TEB・BNPパリバ・WTAチャンピオンシップ 深圳 $14,000,000 - ハード (室内) - 8S (RR)/8D                                                       | ティメア・バボシュ クリスティナ・ムラデノビッチ                  | 謝淑薇 バルボラ・ストリコバ                                   | 6-1, 6-3            |
| 11月4日         | フェドカップ決勝 パース - ハード | フランス                                                         | オーストラリア                                                | 3-2                 |

## 2019年最終ランキング
| 順位 | 選手                     | ポイント | 出場数 |
| ---- | ------------------------ | -------- | ------ |
| 1    | アシュリー・バーティ     | 7851     | 15     |
| 2    | カロリナ・プリスコバ     | 5940     | 19     |
| 3    | 大坂なおみ               | 5496     | 17     |
| 4    | シモナ・ハレプ           | 5462     | 17     |
| 5    | ビアンカ・アンドレースク | 5192     | 15     |
| 6    | エリナ・スビトリナ       | 5075     | 22     |
| 7    | ペトラ・クビトバ         | 4776     | 17     |
| 8    | ベリンダ・ベンチッチ     | 4745     | 25     |
| 9    | キキ・ベルテンス         | 4245     | 27     |
| 10   | セリーナ・ウィリアムズ   | 3935     | 10     |

| 順位 | 選手                         | ポイント | 出場数 |
| ---- | ---------------------------- | -------- | ------ |
| 1    | バルボラ・ストリコバ         | 7110     | 17     |
| 2    | クリスティナ・ムラデノビッチ | 6990     | 14     |
| 3    | ティメア・バボシュ           | 6965     | 15     |
| 4    | 謝淑薇                       | 6705     | 19     |
| 5    | アリーナ・サバレンカ         | 6655     | 13     |
| 6    | エリーズ・メルテンス         | 6615     | 14     |
| 7    | カテリナ・シニアコバ         | 4955     | 19     |
| 8    | ガブリエラ・ダブロウスキー   | 4950     | 24     |
| 8    | 徐一幡                       | 4950     | 22     |
| 10   | 張帥                         | 4705     | 21     |

## 主な引退選手
- ルーシー・サファロバ
- ドミニカ・チブルコバ
- アンナ＝レナ・グローネフェルト
- マリア・ホセ・マルティネス・サンチェス